# Pineville, West Virginia
Pineville är administrativ huvudort i Wyoming County i West Virginia i USA. Orten hette först Castlerock och postkontoret Rock Castle. År 1907 fick orten status som kommun och fick namnet Pineville efter barrskogen i trakten. Enligt 2010 års folkräkning hade Pineville 668 invånare.